# Knopp-Labach
Knopp-Labach är en kommun i Landkreis Südwestpfalz i förbundslandet Rheinland-Pfalz i Tyskland. I kommunen finns orterna Knopp och Labach.
Kommunen ingår i kommunalförbundet Verbandsgemeinde Thaleischweiler-Wallhalben tillsammans med ytterligare 19 kommuner.